# Саукке, Максимилиан Борисович
Максимилиан Борисович Саукке (1919, Симферополь — 2018) — советский историк авиации. Сын конструктора Б. А. Саукке, соратника А. Н. Туполева.

## Биография
В 1936 году окончил в Москве опытно-показательную школу им. Радищева, а в 1943 году — автомеханический факультет Сибирского автодорожного института в Омске. В том же году поступил в ОКБ А. Н. Туполева, где проработал на разных должностях до выхода на пенсию в 1998 году. Принимал участие в реализации большей части проектов конструкторского бюро.
За годы работы собрал большой объем информации о деятельности Туполева, в том числе о работе в годы тюремного заключения в «шарашке» НКВД — спецтюрьме ЦКБ-29. В книгах М. Б. Саукке представлен материал о малоизвестных сторонах деятельности академика А. Н. Туполева в области цельнометаллического самолётостроения, о его вкладе в создание кольчугалюминия, аэросаней, торпедных катеров, дирижаблей, строительстве нового ЦАГИ, о создании на месте посёлка Стаханово города Жуковский. Подготовил и издал книгу о самолёте «Максим Горький» и о судьбе его модификаций. Отдельная книга рассказывает об истории создания и эксплуатации в ВВС и ГВФ уникального самолёта АНТ-4, который послужил основой для формирования в СССР соединений тяжёлобомбардировочной авиации, военно-транспортной авиации и техники воздушно-десантных войск. Писал также и о неосуществлённых проектах конструкторского бюро. Кроме собственных воспоминаний, автор приводит материалы из архивов: Научно-мемориального музея А. Н. Туполева, Научно-мемориального музея проф. Н. Е. Жуковского, Центрального дома авиации и космонавтики, Российского государственного музея Арктики и Антарктики, ЦГАСА, ЦГАНХ, Российского государственного архива экономики, архива НКВД и многих других.
Жена — Вера Александровна Крупеникова (1925—2017).

## Основные работы
- Ильинский В. Н., Кузин В. Е., Саукке М. Б. Космонавтика на значках СССР 1957—1975 (каталог). — М.: «Связь», 1977.
- Удалов К. Г., Саукке М. Б. Самолеты АНТ-1 и АНТ-2. — М.: «Транспорт», 1992.
- Саукке М. Б. Неизвестный Туполев. — М.: «Русские витязи», 2006.
- Саукке М. Б. Самолеты Туполева. АНТ-1 — АНТ-15. — М.: «Либри», 1995.
- Саукке М. Б. Максим Горький. История самолета-гиганта. — М.: «Полигон-пресс», 2005. — 160 с.
- Саукке М. Б. Ту-2, 2001.
- Саукке М. Б. Самолет-агитатор, 2004.
- Саукке М. Б. Самолеты АНТ. 1922—1937. Краткая энкциклопедия, 2007.
- Саукке М. Б. АНТ-4 — самолет-эпоха. — М.: «русские витязи», 2009. — ISBN 978-5-903389-26-1.